# Накло
Накло (словен. Naklo) — поселення в общині Накло, Горенський регіон, Словенія. Висота над рівнем моря: 407 м.